# Фрасиноро
Фрасино̀ро (на италиански: Frassinoro, на местен диалект Frasnôr, Фрасънор) е село и община в Северна Италия, провинция Модена, регион Емилия-Романя. Разположено е на 1131 m надморска височина. Населението на общината е 1952 души (към 2012 г.).